# Sphinctacanthus
Sphinctacanthus es un género de plantas fanerógamas perteneciente a la familia Acanthaceae. El género tiene seis especies de plantas herbáceas.

## Especies
- Sphinctacanthus griffithii
- Sphinctacanthus malayanus
- Sphinctacanthus parkinsonii
- Sphinctacanthus siamensis
- Sphinctacanthus tabacifolius
- Sphinctacanthus viridiflorus